# Charles Jonglez
Charles Jonglez, né le 28 septembre 1831 à  Tourcoing (Nord) et décédé le 18 mai 1913 dans la même ville, est un industriel et homme politique français.

## Biographie
Fils d'un manufacturier de Tourcoing, il devint filateur de Laine comme son père et président de la chambre de commerce de Tourcoing, dont il représentait l'un des cantons au conseil général du Nord. En 1884, il fut élu comme candidat conservateur à la Chambre des députés dans la 6e circonscription de Lille, vacante par suite du décès de Debuchy. 
Jonglez siégea sur les bancs de la droite monarchiste, se prononça contre le ministère Ferry, contre les crédits du Tonkin, et porté, au renouvellement d'octobre 1885, sur la liste conservatrice du Nord, fut élu député de ce département. Il reprit sa place à droite, fit de l'opposition aux divers ministères de la législature, présenta, en 1886, de concert avec Mackau, à la suite d'une interpellation de Camélinat sur les événements de Decazeville, un ordre du jour motivé, prit part, en 1887, à la discussion du budget du commerce et de l'industrie, et parla en 1888 sur la proposition de loi concernant le travail des enfants, des filles mineures et des femmes dans les établissements industriels.

## Sources
- « Charles Jonglez », dans Adolphe Robert et Gaston Cougny, Dictionnaire des parlementaires français, Edgar Bourloton, 1889-1891 [détail de l’édition]